# 缺失环节
缺失环节是指生物在演化過程中沒有發現過渡化石遗迹的中间环节。海克尔認為任何生物演化到当今的类型時一定要经历若干个过渡的中间环节。其中不少進化到中间环节的生物因各种原因灭绝了，但是有的中间环节生物迄今尚未找到其化石遗迹。例如在人类与类人猿開始分開演化後，海克尔相信在向人类方向进化的一支中就存在若干缺失环节，而且未來有可能会发现相关的化石。